# Стонтон, Стив
Стив Сто́нтон (англ. Stephen Staunton; 19 января 1969, Дроэда) — один из самых известных в прошлом ирландских футболистов, защитник, который за свою долгую карьеру игрока дважды возвращался и уходил из «Ливерпуля» и «Астон Виллы».  Он также руководил национальной командой «Зелёного острова» с 2006 по 2007 годы. В составе сборной Ирландии участвовал на трёх Чемпионатах мира, на момент завершения карьеры являлся рекордсменом по количеству проведённых матчей.

## Карьера игрока

### Начало карьеры
В начале своей карьеры Стонтон был известен не только как футболист, выступающий за «Дандолк», но и как игрок в гэльский футбол — в составе сборной графства Лаут (команда до 16 лет) он принимал участие во Всеирландском чемпионате; в составе клуба «Клан На Гэл» (ирл. Clan Na Gael выигрывал чемпионат Лаута. Также играл за молодёжный состав местного клуба «Сент-Доминикс».

### Ливерпуль

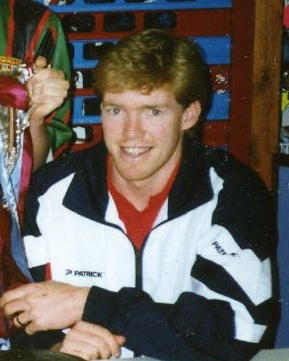
Стонтон в 1995 году

В возрасте 17 лет он привлёк внимание скаутов и менеджера «Ливерпуля» Кенни Далглиша, и 2 сентября 1986 года Стонтон перебрался в Мерсисайд. Сумма отступных составила 20 тысяч фунтов. Первые два года он провёл в резервной команде, постигая «путь Ливерпуля», и даже побывал в аренде в «Брэдфорд Сити», за который сыграл в восьми матчах в сезоне 1987/1988. Его дебют в «Ливерпуле» состоялся 17 сентября 1988 года в матче против «Тоттенхэм Хотспур» на «Энфилде», который закончился вничью 1:1. Он сумел закрепиться в составе «красных», в котором кроме него все остальные игроки были признанными футбольными «звёздами». Через три дня после дебюта в новой команде Стонтон забил и свой первый гол, однако гол Стива в ворота «Арсенала» не помешал «канонирам» победить со счётом 2:1.
После трагедии на Хиллсборо 15 апреля 1989 года Стонтон, как и его партнёры по команде, навестил многих пострадавших в больницах, а также посетил похороны погибших болельщиков. Стонтон принял участие в финале Кубка Англии против «Эвертона», в котором его команда победила со счётом 3:2, а также сыграл в последнем матче сезона против «Арсенала» на Энфилде. «Ливерпулю» было достаточно уступить с минимальным счётом, чтобы стать чемпионами второй раз подряд и тем самым оформить дубль, однако «последний удар сезона» в исполнении Майкла Томаса принёс гостям победу со счётом 2:0, и чемпионский титул «уплыл» на Хайбери.
Стонтон оставался постоянным игроком «Ливерпуля» и в следующем сезоне, но 7 августа 1991 года был неожиданно продан в «Астон Виллу» — новый менеджер «красных» Грэм Сунесс, сменивший Кенни Далглиша, не верил в способности Стонтона, который по вступившим на тот момент новым правилам стал считаться «легионером».

### Астон Вилла
Стив дебютировал в «Астон Вилле» 17 августа 1991 года в матче против «Шеффилд Уэнсдей» на «Хиллсборо». В следующие семь лет он оставался твёрдым игроком основы бирмингемского клуба. С «Астон Виллой» Стонтон выиграл Кубок Футбольной лиги 1994 и 1996 годов, таким образов получив полный комплект медалей английских первенств (Чемпионат и Кубок Англии, а также Суперкубок Англии он выиграл с «Ливерпулем»).

### Снова «Ливерпуль»
3 июля 1998 года состоялось неожиданное возвращение Стонтона в «Ливерпуль», которым тогда руководили Рой Эванс и Жерар Улье. Но его «золотые годы» были уже позади, однако он сумел принести ещё пользу своему первому английскому клубу — 27 сентября 1999 года в мерсисайдском дерби на Энфилде Стив провёл последние 15 минут встречи в качестве вратаря после того, как за драку были удалены вратарь «красных» Сандер Вестерфельд и полузащитник «Эвертона» Фрэнсис Джефферс. «Ливерпуль» к тому времени сделал уже все три замены, и место в воротах занял 30-летний Стонтон, тем самым лишив датчанина Йоргена Нильсена возможности провести свой первый матч за клуб.
Вскоре, однако, стало известно, что «Ливерпуль» не будет продлевать соглашение со Стивом. Стонтон отправился в аренду в «Кристал Пэлас», за который сыграл шесть матчей, а затем вернулся на Энфилд, чтобы провести свой последний матч за клуб — 23 ноября 2000 года он сыграл в матче Кубка УЕФА против греческого «Олимпиакоса» (2:2).

### И снова «Астон Вилла»
7 декабря 2000 года совершенно неожиданно Стонтон подписал контракт с «Астон Виллой», за которую он отыграл ещё два с половиной сезона, доведя число своих матчей за этот клуб до 350. Бирмингемская команда стала последней для Стонтона в его карьере на высшем уровне — по истечении контракта он перешёл в клуб, который уже покинул Премьер-Лигу.

### Завершение карьеры
15 августа 2003 года ирландский защитник заключил контракт с «Ковентри Сити» и дебютировал в этой команде на следующий день — матч против «Уолсолла» завершился нулевой ничьей. За следующие два сезона Стонтон провёл за «небесно-голубых» свыше 70 матчей. 2 августа 2005 он заключил соглашение с «Уолсоллом», став в клубе играющим ассистентом тренера, и завершил свою карьеру игрока полгода спустя, в тот самый день, когда подписал контракт с Футбольной Ассоциацией Ирландии и начал работать главным тренером сборной Ирландии.

### Международная карьера
Стонтон стал самым молодым игроком в составе сборной Ирландии, которая приняла участие в чемпионате мира 1990 года. Несмотря на это, Стив принял участие во всех матчах команды и дошёл с ней до четвертьфинала первенства (её лучший результат в истории), где ирландцы уступили итальянцам. В 1994 он снова сыграл во всех матчах команды, которая приняла участие в чемпионате мира в США. В 2002 году на чемпионате мира в Японии и Корее Мик Маккарти назначил Стива капитаном команды после того, как перед самым началом турнира из-за ссоры с главным тренером из состава сборной был отчислен Рой Кин. Стонтон и на этот раз принял участие во всех матчах своей команды — поединок против Германии в рамках группового этапа стал для него сотым в цветах национальной команды Ирландии. Сразу после поражения от испанцев в плей-офф Стонтон заявил о завершении международной карьеры.
Всего на его счету 102 матча за сборную, причём он остаётся единственным игроком, который принял участие во всех 13 играх сборной Ирландии на Чемпионатах мира. Дважды в своей карьере Стонтон забивал прямым ударом с углового. Впервые это произошло 7 июня 1992 года в ворота Португалии в матче на Кубок США в Бостоне, а 31 марта 1993 в Дублине его точный удар принёс сборной Республики Ирландия победу над Северной Ирландией в рамках отборочного турнира к Чемпионату мира (3:0).

## Карьера тренера

### Сборная Ирландии
После того, как ирландцы не смогли пробиться на Чемпионат мира в Германии, Брайан Керр покинул тренерский пост, а вместо него был назначен Стив Стонтон, хотя до это циркулировали слухи о приглашении Терри Венейблса, Алекса Фергюсона и Бобби Робсона. Общественность была настроена скептически в отношении этого шага, так как Стонтон на тот момент почти не имел опыта управления и тренерской работы. Эти опасения оправдались, когда команда под его руководством не смогла пробиться на Чемпионат Европы. 23 октября 2008 года Стив Стонтон был отправлен в отставку.

### Лидс Юнайтед
4 февраля 2008 года Стонтон был назначен ассистентом главного тренера «Лидс Юнайтед» вскоре после того, как пост менеджера занял Гари Макаллистер. В первый месяц его работы с командой она ни разу не смогла победить — первые три очка были набраны только 1 марта после победы над «Суиндон Таун» со счётом 1:0.

## Достижения

### Ливерпуль
- Чемпион Англии (1990)
- Обладатель Кубка Англии (1989)
- Обладатель Суперкубка Англии (1988, 1990)

### Астон Вилла
- Обладатель Кубка Лиги (1994, 1996)